# 灰色粘质
灰色粘质（也拼作grey goo），又称灰蛊或灰雾，是一种假想的世界末日情景，在该情景中失控的大量分子纳米技术制成的自我复制机消耗掉了地球上所有的生物量以复制自身，这一情景也被称为生态吞噬。最初的设想中，该种机器是一开始就设定为拥有自我复制的能力，后来演变成了机器偶然获得了自我复制的能力。
广义上的自我复制机最早由数学家约翰·冯·诺伊曼提出，因此自我复制机器有时也被称为冯·诺伊曼探测器。灰色粘质这一词汇最早由纳米技术先驱金·埃里克·德雷克斯勒《创造的发动机》（1986）中使用，然而2004年他表示“我宁可自己没用过‘灰色粘质’这个词。”灰色粘质这一用语的流行可追溯到大众杂志《奥秘》1986年11月刊的一篇文章中。

## 情景概论
灰色粘质的理念最早被纳米技术先驱金·埃里克·德雷克斯勒在《创造的发动机》（1986）中使用。在第4章“丰裕的发动机”中，德雷克斯勒通过描述使用某些特殊原材料来进行自我复制的纳米机器人来说明指數增長和缺失固有极限的可怕：
想象一下一个自我复制机器泡在一瓶原料瓶中，不断地复制自身……第一次复制要经历1000秒，第二次复制同样经历了1000秒……十个小时过去之后瓶子里就不只是有36个自我复制机器，而是680亿个自我复制机器了。给它们一天时间，就能增重到1吨，再给它们一天时间，他们就能比地球还沉，再给他们4个小时，他们就能比整个太阳系还要重——如果原料瓶还没乾的话。
据德雷克斯勒所述，该词汇最早因科幻杂志《奥秘》中的提及而流行，该词汇流行的同时也带动了纳米技术相关学科在大众文化中的流行。德雷克斯勒认为军备竞赛比起在纳米机器中的编程错误更有可能造成灰色粘质情景。
然而在歷史頻道的节目中提出了一个与德雷克斯勒想法相左的情形：
在一次科学试验中，数以百万计的纳米级机器人被释放出来清理2010年墨西哥灣漏油事故后的油污。然而，由于一个编程错误，纳米机器人不再只吞噬油料中的碳氢化合物，而开始吞噬一切由碳构成的物质。纳米机器人一边摧毁整个世界一边复制自身，没过几天，地球就变成了一个大沙漠。
德雷克斯勒在《创造的发动机》第11章进一步描述了灰色粘质：
即便是早期的、基于组装的自我复制机器也可以轻易的击败地球上最高级的物种：带有植物和叶子的生物圈应用太阳能的效率很可能低于大规模的太阳能板；坚硬、杂食的“细菌”可以轻易取代真正的细菌的地位——纳米机器人可以如花粉一样散播，如病毒一样复制，在几天内将整个生物圈变成一堆沙子。这些自我复制机器人可以轻易的改装自己，让自己变得更小、更坚硬、复制更迅速。我们现在没有任何办法去抵御它们——光是病毒和果蝇我们都控制不过来。
不过，德雷克斯勒提到了自我复制机器的指数增长事实上受到原材料数量的限制。德雷克斯勒最早使用“灰色粘质”并非为了暗示纳米机器人是灰色的，而是强调人类价值观中优越性与竞争中优越性的差别：
尽管大量不受控制的复制机器可能既不是灰色的也不是黏的，但是“灰色粘质”一词事实上是为了强调灰色粘质能够轻易抹杀任何生命，其他物种可能在进化意义上非常强大——然而这种强大在自我复制机器人面前并没有什么意义。

## 扩展阅读
- 琳·馬古利斯和多里昂·萨根（英语：Dorion Sagan）—《生命是什么？》 (1995). Simon & Schuster. ISBN 0-684-81087-5
- 比尔·布莱森 《万物简史》 (2003)
- Green Goo—Life in the Era of Humane Genocide by Nick Szabo
- Green Goo: Nanotechnology Comes Alive!
- Green Goo: The New Nanothreat （页面存档备份，存于） from Wired